# Miguel Arias Cañete
Miguel Arias Cañete (Madrid, 24 februari 1950) is een Spaans politicus. Van 1 november 2014 tot 30 november 2019 was hij de Europees commissaris namens zijn land.

## Biografie
Arias Cañete was van 2011 tot 2014 minister van Landbouw, Voedsel en Milieu, totdat hij door zijn partij lijsttrekker werd gemaakt voor de Europese Parlementsverkiezingen 2014.
In het najaar van 2014 werd hij door de Spaanse regering voorgedragen als Europees Commissaris. Als Spaans Eurocommissaris volgt hij Joaquín Almunia op. Hij kreeg de portefeuille Klimaatactie en Energie. Zijn benoeming ging in op 1 november 2014 en eindigde op 30 november 2019.
Vytenis Andriukaitis · Andrus Ansip (tot 2 juli 2019) · Dimitris Avramopoulos · Elżbieta Bieńkowska · Violeta Bulc · Miguel Arias Cañete  · Corina Crețu (tot 2 juli 2019) · Valdis Dombrovskis  · Marija Gabriel (vanaf 4 juli 2017) · Kristalina Georgieva (tot 1 januari 2017) · Johannes Hahn · Jonathan Hill (tot 15 juli 2016) · Phil Hogan  · Věra Jourová · Jean-Claude Juncker · Jyrki Katainen · Julian King (vanaf 19 september 2016) · Cecilia Malmström · Neven Mimica · Carlos Moedas · Federica Mogherini · Pierre Moscovici · Tibor Navracsics · Günther Oettinger · Maroš Šefčovič · Christos Stylianides · Marianne Thyssen · Frans Timmermans · Karmenu Vella · Margrethe Vestager
- Biblioteca Nacional de España: XX912331
- International Standard Name Identifier: 0000 0000 5954 4978
- Library of Congress Control Number: n92083239
- Parlement.com: vjmxbzt27hxh
- Virtual International Authority File: 43500030
- WorldCat: E39PBJyxfG3KwXhbCkWB8t9JjC